# Pterocerina colorata
Pterocerina colorata é uma espécie de mosca ulita ou do tipo foto-asa do gênero Pterocerina, da superfamília Tephritidae e da família Ulidiidae.
A espécie encontra-se distribuída no Peru e na Bolívia.
A Pterocerina colorata foi descrita pela primeira vez em 1909, por Friedrich Georg Hendel.